# Lac la Plonge
Lac la Plonge är en sjö i Kanada.   Den ligger i provinsen Saskatchewan, i den centrala delen av landet, 2 500 km väster om huvudstaden Ottawa. Lac la Plonge ligger 446 meter över havet. Arean är 244 kvadratkilometer. Den sträcker sig 20,3 kilometer i nord-sydlig riktning, och 21,1 kilometer i öst-västlig riktning.
Trakten runt Lac la Plonge är nära nog obefolkad, med mindre än två invånare per kvadratkilometer.